# Dolomedes straeleni
Dolomedes straeleni là một loài nhện trong họ Pisauridae.
Loài này thuộc chi Dolomedes. Dolomedes straeleni được Carl Friedrich Roewer miêu tả năm 1955.